# Station Sy
Station Sy is een spoorweghalte langs spoorlijn 43 in het dorpje Sy in de gemeente Ferrières.
Dit is het station met de kortste stationsnaam in België en bij uitbreiding in de hele Benelux.
Het oude stationsgebouw staat er nog steeds, maar is niet meer als zodanig in gebruik.

## Treindienst
| Serie       | Treinsoort            | Route | Bijzonderheden             |
| ----------- | --------------------- | --- | -------------------------- |
| L 5550      | L-trein (NMBS)        | Liers – Luik-Guillemins – Rivage – Sy – Marloie                                                                            |                            |
| P 7670/8670 | Piekuurtrein (NMBS)   | [ Namen – Sart-Bernard ] / [ Rochefort-Jemelle – [ Libramont ] / [ Sy – Rivage – Luik-Guillemins – Luik-Sint-Lambertus ] ] | Rijdt alleen op werkdagen. |
| ICT 6945    | Toeristentrein (NMBS) | Liers – Luik-Guillemins – Rivage – Sy – Marloie                                                                            | Rijdt in juli en augustus. |

## Galerij

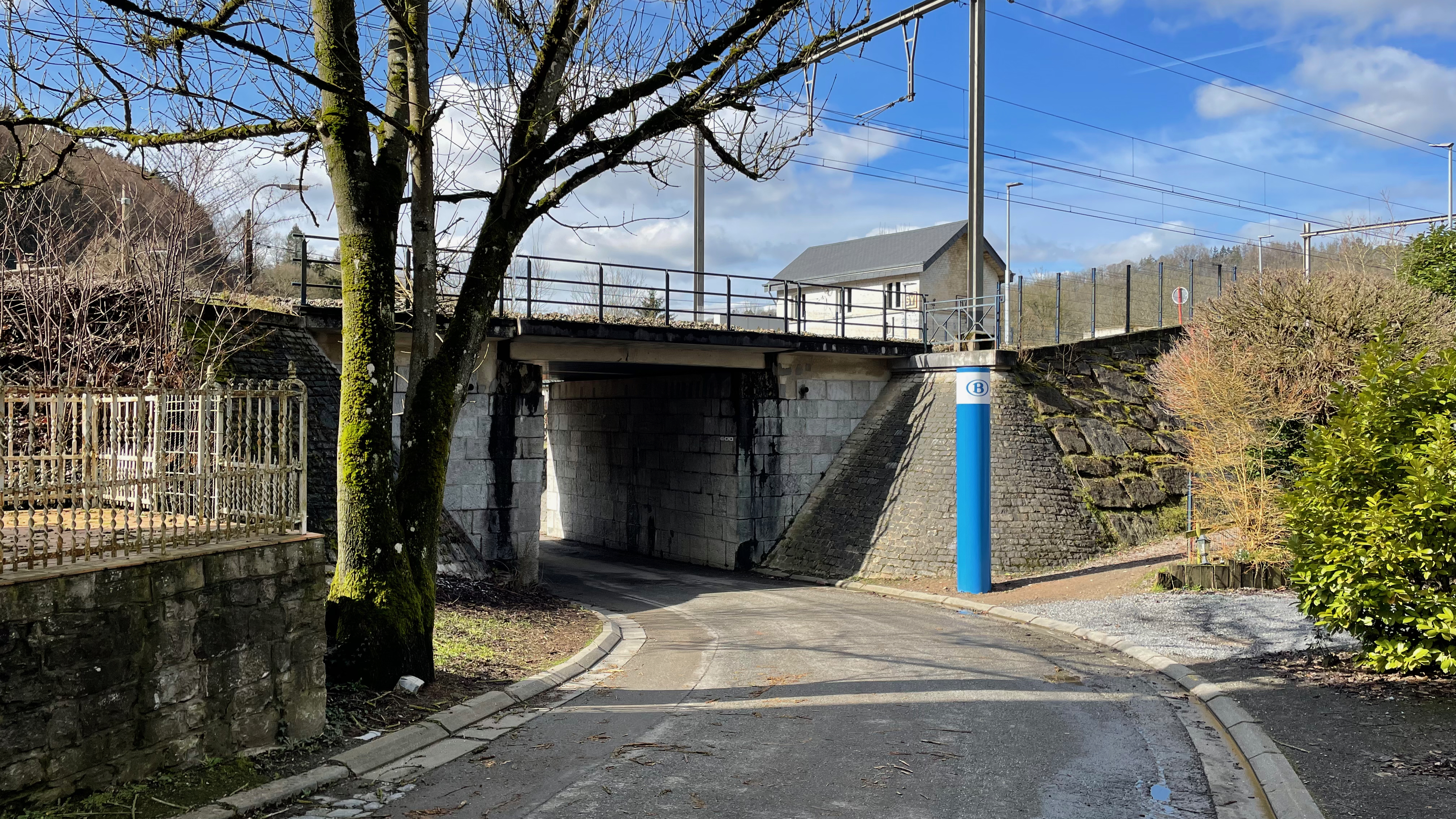
Toegang tot het station
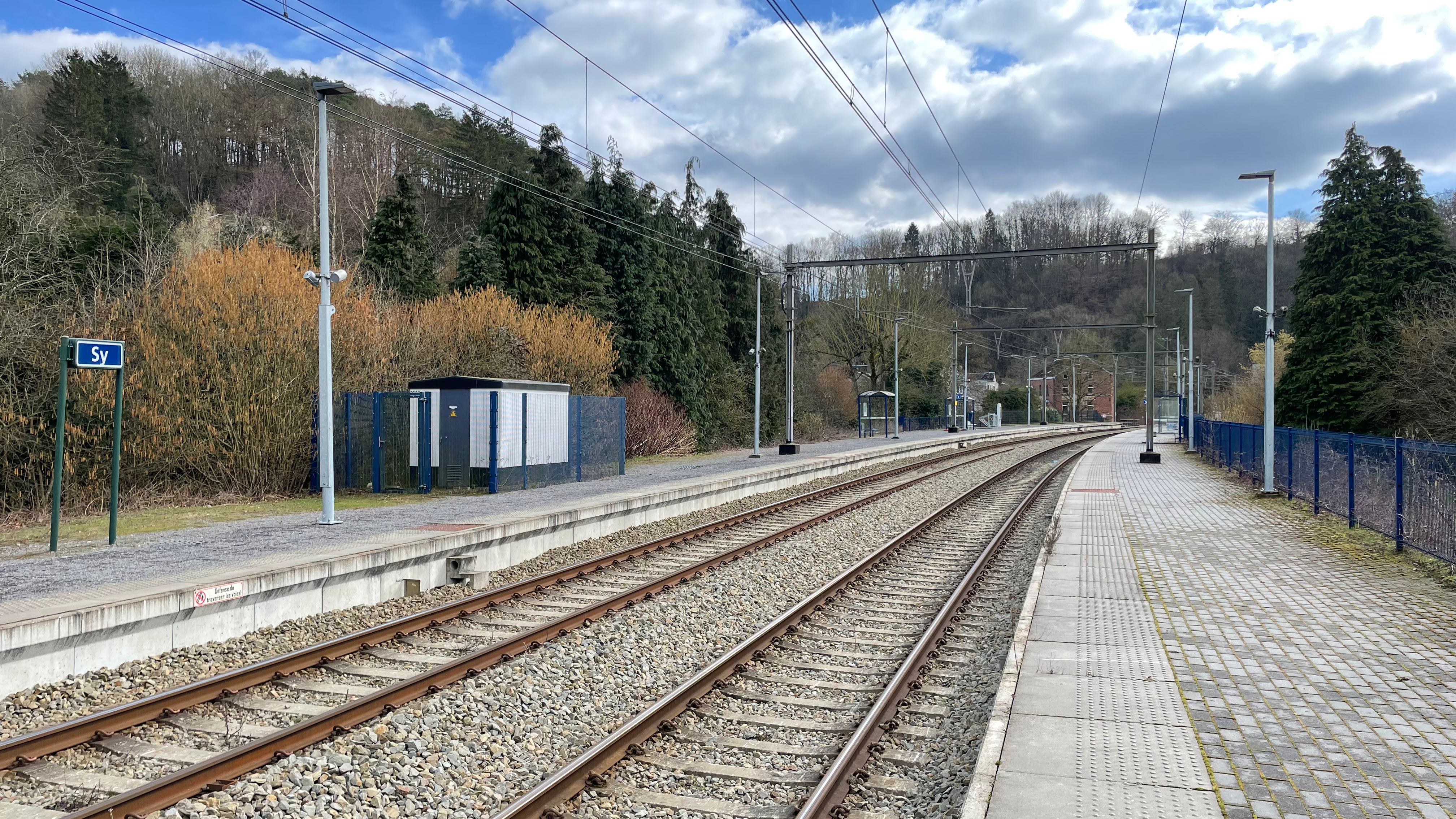
Zicht op het perron
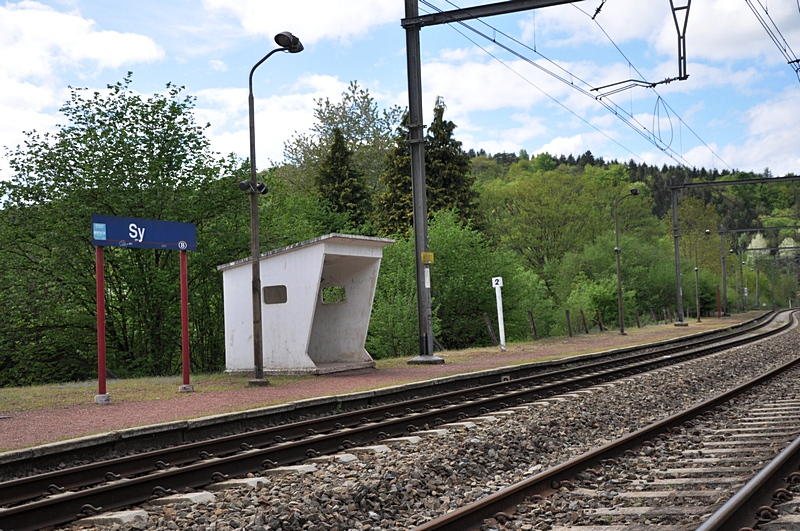
Het perron vroeger

## Reizigerstellingen
De grafiek en tabel geven het gemiddeld aantal instappende reizigers weer op een week-, zater- en zondag.
| Tabel: aantal instappende reizigers station Sy | Tabel: aantal instappende reizigers station Sy | Tabel: aantal instappende reizigers station Sy | Tabel: aantal instappende reizigers station Sy |
|                                                | Weekdag                                        | Zaterdag                                       | Zondag                                         |
| ---------------------------------------------- | ---------------------------------------------- | ---------------------------------------------- | ---------------------------------------------- |
| 1977                                           | 58                                             | 34                                             | 41                                             |
| 1978                                           | 57                                             | 29                                             | 23                                             |
| 1979                                           | 62                                             | 22                                             | 23                                             |
| 1980                                           | 50                                             | 46                                             | 13                                             |
| 1981                                           | 61                                             | 30                                             | 12                                             |
| 1982                                           | 49                                             | 24                                             | 17                                             |
| 1983                                           | 48                                             | 25                                             | 13                                             |
| 1984                                           | 60                                             | 34                                             | 42                                             |
| 1985                                           | 62                                             | 37                                             | 72                                             |
| 1986                                           | 59                                             | 37                                             | 43                                             |
| 1987                                           | 76                                             | 28                                             | 48                                             |
| 1988                                           | 72                                             | 48                                             | 50                                             |
| 1989                                           | 64                                             | 28                                             | 43                                             |
| 1990                                           | 38                                             | 23                                             | 37                                             |
| 1991                                           | 58                                             | 22                                             | 64                                             |
| 1992                                           | 44                                             | 39                                             | 43                                             |
| 1993                                           | 60                                             | 22                                             | 35                                             |
| 1994                                           | 47                                             | 15                                             | 22                                             |
| 1995                                           | 34                                             | 23                                             | 16                                             |
| 1996                                           | 43                                             | 19                                             | 24                                             |
| 1997                                           | 45                                             | 14                                             | 33                                             |
| 1998                                           | 64                                             | 22                                             | 25                                             |
| 1999                                           | 49                                             | 15                                             | 25                                             |
| 2000                                           | 59                                             | 22                                             | 46                                             |
| 2001                                           | 25                                             | 12                                             | 37                                             |
| 2002                                           | 54                                             | 22                                             | 29                                             |
| 2003                                           | 47                                             | 16                                             | 22                                             |
| 2004                                           | 50                                             | 28                                             | 34                                             |
| 2005                                           | 39                                             | 14                                             | 47                                             |
| 2006                                           | 41                                             | 14                                             | 29                                             |
| 2007                                           | 43                                             | 45                                             | 61                                             |
| 2008                                           | -                                              | -                                              | -                                              |
| 2009                                           | 58                                             | 32                                             | 41                                             |
| 2010                                           | -                                              | -                                              | -                                              |
| 2011                                           | -                                              | -                                              | -                                              |
| 2012                                           | 50                                             | 19                                             | 25                                             |
| 2013                                           | 84                                             | 16                                             | 21                                             |
| 2014                                           | 42                                             | 32                                             | 30                                             |
| 2015                                           | 33                                             | 15                                             | 37                                             |
| 2016                                           | 45                                             | 51                                             | 39                                             |
| 2017                                           | 37                                             | 28                                             | 20                                             |
| 2018                                           | 74                                             | 11                                             | 20                                             |
| 2019                                           | 49                                             | 12                                             | 12                                             |
| 2020                                           | 26                                             | 12                                             | 22                                             |
| 2021                                           | -                                              | -                                              | -                                              |
| 2022                                           | 86                                             | 44                                             | 28                                             |
| 2023                                           | 91                                             | 52                                             | 67                                             |
| 2024                                           | 110                                            | 32                                             | 28                                             |

0,0: Angleur ·
1,2: Streupas ·
2,7: Sauheid ·
4,7: Colonster ·
5,3: Sainval ·
6,9: Tilff ·
10,2: Méry ·
11,6: Hony ·
12,6: Esneux ·
14,2: Souverain-Pré ·
15,2: La Gombe ·
16,3: Poulseur ·
18,0: Chanxhe ·
20,1: Rivage ·
21,0: Comblain-au-Pont ·
23,4: Comblain-la-Tour ·
29,4: Hamoir ·
33,4: Sy ·
37,1: Bomal ·
40,4: Barvaux ·
44,2: Biron ·
49,9: Melreux-Hotton ·
54,0: Marenne ·
58,7: Marche-en-Famenne ·
62,0: Marloie